# Église Saint-Pierre-et-Saint-Paul de Guégon
Pour les articles homonymes, voir Église Saint-Pierre-et-Saint-Paul.
L’église Saint-Pierre-et-Saint-Paul est une église catholique située à Guégon, en France,.

## Localisation
L'église est située dans le département du Morbihan, sur le territoire de la commune de Guégon.

## Historique
L’église Saint-Pierre-et-Saint-Paul est bâtie à l’époque romane (XIe ou XIIe siècle), avant d’être remaniée au cours des siècles suivants. De l’édifice d’origine subsistent la nef et le croisillon nord.
A la fin du XIIIe siècle ou au début du XIVe siècle, on rebâtit la croisée du transept. La tour qui surmonte la croisée date de 1400.
La charpente de la nef est refaite en 1456.
Le chœur et la chapelle sud sont bâtis au XVIe siècle et le transept sud est remanié. 
Le clocher, réputé être à l’époque un des plus hauts du diocèse et mesurer 200 pieds de haut, est frappé par la foudre en 1627 et en 1677 avant d’être renversé par une tempête la nuit du 30 décembre 1705.
L'édifice est classé au titre des monuments historiques en 1965.

## Description
L’église Saint-Pierre-et-Saint-Paul est en forme de croix latine avec une nef à vaisseau unique, un transept s’achevant sur un chœur à chevet plat auquel est accolée une chapelle au sud et une sacristie moderne au nord. 
La partie romane, (nef et croisillon nord) se caractérise à l’extérieur par ses contreforts plats et ses petites fenêtres très ébrasées vers l’intérieur.
À la croisée de transept  les arcs de plein cintre retombent sur  des piles complexes accolées de colonnes engagées. Leurs chapiteaux à crochet permettent de dater l’ensemble de la fin du XIIIe siècle ou au début du XIVe siècle. 
Une petite tour ronde à l’angle du croisillon nord et du chœur, renferme l’escalier du clocher.
Près de l’église se trouve une lanterne des morts. Elle date du XVIe siècle.